# Bikotor
Bikotor is een historisch merk van hulpmotoren voor fietsen.
De Bikotor was een Engelse hulpmotor die in 1951 op de markt kwam. Het was een 47cc-tweetaktje dat boven het achterwiel moest worden gemonteerd en het paste op elke fiets. Het was een zeer licht motortje, uit lichtmetaal opgebouwd waardoor het niet meer dan 5 kg woog. Toch werd het niet populair en het merk Bikotor verdween al snel van de markt.